# Винченцо Казило
Винченцо Казило (итал. Vincenzo Casillo; Сан Ђузепе Везувијано, 8. јул 1942 — Рим, 29. јануар 1983) био је члан италијанске Каморе и други по команди Нове Организоване Каморе (итал. Nuova Camorra Organizzata). Његов надимак је био „Велики црни” (напуљ. 'o Nirone).

## Биографија
Винченцо је био син индустријалца и водио је фабрику панталона у Сан Ђузепе Везувијану.

### Члан каморе
Био је један од првих чланова Нове Каморе, још од њеног формирања 1970. године. Убрзо је постао главни заменик криминалног шефа Рафаела Кутола током његовог боравка у затвору у Пеђореалеу и Асколи Пичену. Као други по заповедништву у Новој Камори, учествовао је на састанцима с представницима сицилијанске мафије и клана Камора како би покушао окончати рат између Нове Каморе и њихових супарника из Нуове Фамиље (Nuova Famiglia).

## Наводна умешаност у убиство Роберта Калвија
У јуну 1996. године, Франческо ди Карло, тврдио је да су Винченцо Казило и, још један припадник Каморе, Серђо Вакари одговорни за убиство Роберта Калвија, председника Банке Амброзијано, којег су касније прозвали „Божији банкар”.
Према речима тајних агената Пасквалеа Галаса и Франческа ди Карла, Казило је био извршилац убиства банкара, које се догодило у Лондону 1982. године. Казило је прешао на страну клана Нуволета, повезаног са кланом Корлеонези, и за то је морао да учини услугу мафијашком сицилијанском шефу Пипу Калу, који је желео да убије Калвија јер је запленио његов новац, а и његових партнера.

## Преговарач у отмици Ћира Ћирила
Казило је активно учествовао у преговорима о пуштању италијанског демохришћанског политичара Ћира Ћирила, ког су у априлу 1981. године отеле Црвене бригаде. Успео је у преговорима, упркос томе што је био на потерници.

## Казилово убиство
29. јануара 1983. године у Риму, Винченцо Казило, који је у том тренутку био бегунац, улази у свој аутомобил и умире услед експлозије ТНТ-а. Експлозија се десила у улици Клемента III, недалеко од седишта Војне обавештајне и безбедносне службе (итал. Servizio per le informazioni e la Sicurezza Militare). Казило је одмах преминуо, док је Марио Комо, који је седео поред Винченца, изгубио доње удове. Винченцова партнерка, балерина Ђована Матарацо, изјавиће истражном судији, Карлу Алемију, да је Казилова смрт повезана са Калвијевим убиством, а убрзо ће и она бити убијена.